# Molteplicità di spin

Molteplicità di spin per stati fermionici: stato di singoletto, doppietto e tripletto

La molteplicità di spin è il numero di stati degeneri in energia che vengono a crearsi nelle situazioni in cui un sistema quantistico presenti più possibili valori della componente Sz del vettore di spin in una direzione fissata lungo cui si sta compiendo la misura.
Siccome la misura di tale componente è l'unico dato sullo spin ricavabile sperimentalmente, e visto che essa si presenta sempre in multipli interi di ħ/2, ovvero della costante di Planck divisa per 4π, è indicata con msħ dove ms è intero o semintero.

## Caratteristiche
Il valore massimo assumibile da ms è detto S e caratterizza il modulo del vettore di spin che infatti è uguale alla radice quadrata di S(S+1)ħ2 e ciò è deducibile costruendo matematicamente degli operatori opportuni detti di scala, o di innalzamento e di abbassamento, in modo generico per qualsiasi momento angolare quantizzato, ovvero si prova che l'operatore di spin Ŝ2 ha come autovalore S(S+1)ħ2.
Se ci limitiamo agli stati di singola particella la molteplicità vale 2S + 1, che è dispari per i bosoni e pari per i fermioni.
Se abbiamo delle particelle identiche allora non possiamo considerare lo spin di singola particella come buon numero quantico e la degenerazione di spin dipende dallo spin totale del sistema. Per calcolare lo spin totale si deve utilizzare il teorema di composizione di momenti angolari.
Viene qui riportata una tabella dei possibili valori della molteplicità di spin per gli elettroni. Ogni stato degenere corrisponde ad un possibile autovalore dell'operatore di proiezione di spin lungo una direzione arbitraria. Per tradizione si indica con z questa direzione. È importante sottolineare che i possibili valori non corrispondono ad un preciso numero di elettroni, ma possono essere associati a configurazioni differenti. Ad esempio lo stato fondamentale dell'elio è formato dai due elettroni nell'orbitale 1s con spin opposto ed è perciò un singoletto; se uno degli elettroni viene eccitato al livello 2s il vincolo sullo spin cade e i due elettroni possono formare sia un singoletto se gli spin restano opposti e sia un tripletto se invece gli spin assumono lo stesso verso (in realtà per la prima regola di selezione dello spin non si possono avere transizioni da singoletto a tripletto e viceversa, ovvero a seguito di eccitazione lo spin non cambia).
| Stato           | S   | Molteplicità di spin | Valori possibili di ms=Sz / ħ |
| Singoletto      | 0   | 1                    | 0                             |
| Doppietto       | 1/2 | 2                    | ±½                            |
| Tripletto       | 1   | 3                    | 0, ±1                         |
| Quadrupletto    | 3/2 | 4                    | ±1/2, ±3/2                    |
| ...             | ... | ...                  | ...                           |
| (2S + 1)-pletto | S   | 2S + 1               | S, S-1, ..., -S+1, -S         |

## Singoletto di atomi di rubidio
Il 27 settembre 2014 un gruppo di fisici annuncia di aver creato un singoletto di spin con almeno 500 000 atomi di rubidio raffreddati ad una temperatura di 20 milionesimi di kelvin utilizzando la correlazione quantistica.